# Massachusett (volk)

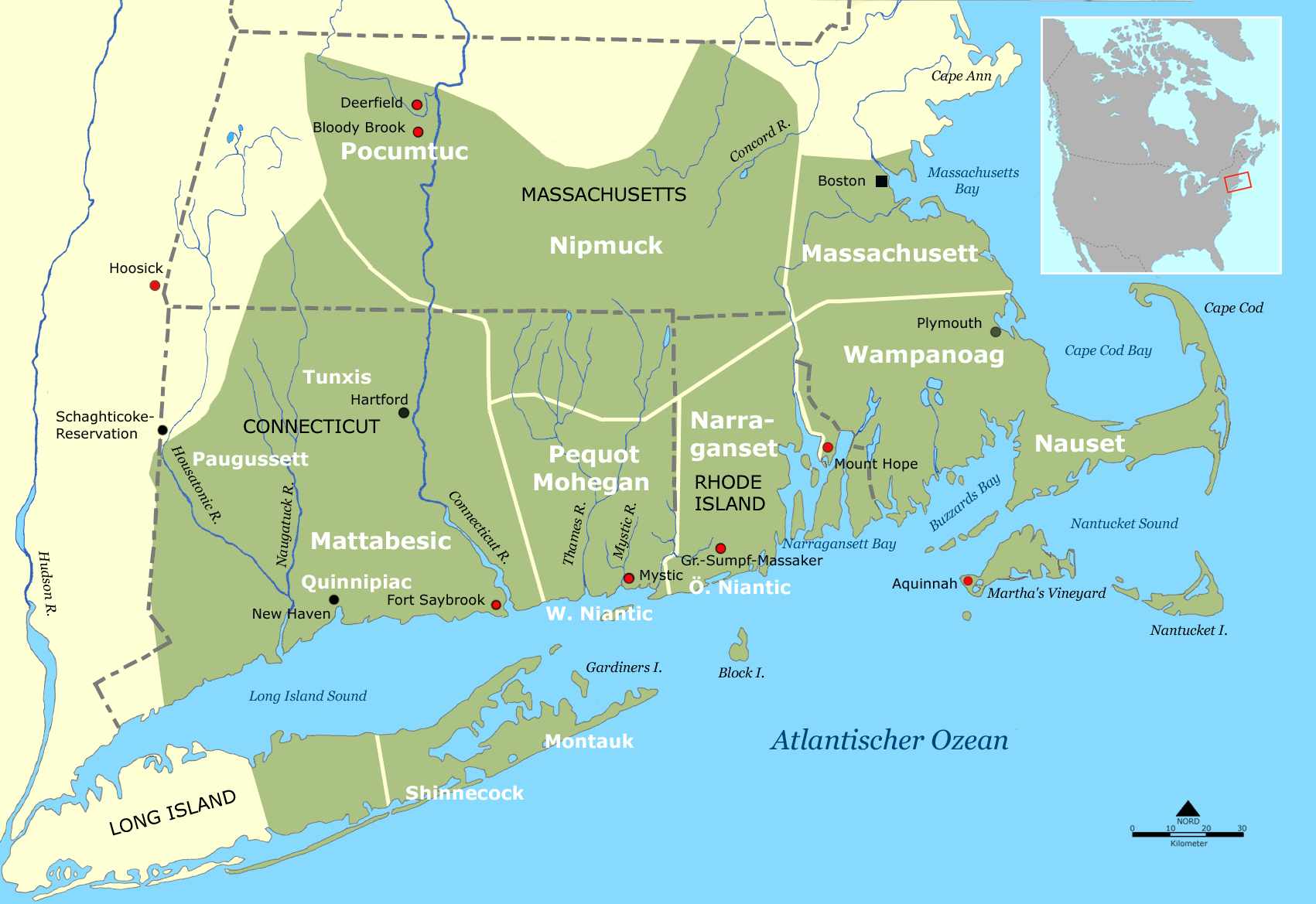
Woongebied van de Massachusett en nabijgelegen stammen rond 1600

Massachusett was een  inheems volk in Noord-Amerika.
De Massachusett leefden in de valleien van de rivieren de Charles en de Neponset in de omgeving van het huidige Boston, in de staat Massachusetts.
Rond 1614 waren er ongeveer 3000 Massachusett, die leefden in zo’n 20 dorpen rond Massachusetts Bay. Tegen de tijd dat de eerste Pilgrim Fathers arriveerden, rond 1620, waren er nog maar 800 Massachusett over, al fel uitgedund door Europese ziekten. In 1631 telden de puriteinen er nog 500. Na 1800 zijn er geen georganiseerde groepen Massachusett meer bekend.
Massachusett/Wampanoag, de taal die de Massachusett spraken, behoorde tot de Algonkische taalgroep, dezelfde taal als de Narrangansett, Nauset, Niantic, en Wampanoag spraken.
De naam "Massachusett" betekent "bij de grote heuvels" in de taal van het volk.